# Bayou Plaquemine Brûlé

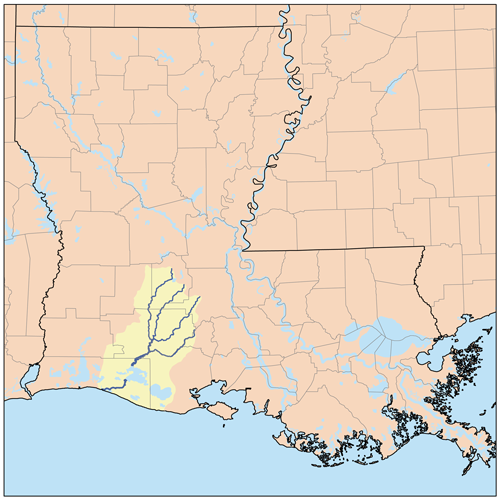
Carte du bassin fluvial de la rivière Mermentau et ses 4 principaux affluents (de gauche à droite) Bayou Nezpiqué, Bayou des Cannes, Bayou Plaquemine Brûlé, et Bayou Queue de Tortue.

Le bayou Plaquemine Brûlé (en anglais : Bayou Plaquemine Brule), est un cours d'eau qui coule dans le sud de la Louisiane aux États-Unis. Il est un affluent de la rivière Mermentau.
Le bayou Plaquemine Brûlé mesure 120 kilomètres de long. Il est navigable sur les trente derniers kilomètres avant sa confluence avec la rivière Mermentau.
Son nom lui fut donné à l'époque de la Louisiane française par les colons acadiens qui s'installèrent dans la région de l'Acadiane. Il vient de l'arbre plaqueminier dont le fruit est plus connu en français sous le nom de kaki. 